# Rewolwer Lefaucheux M1858
Lefaucheux model 1858 – francuski sześciostrzałowy rewolwer zapłonu trzpieniowego, opatentowany przez Casimira Lefaucheuxa. Pierwszy rewolwer na metalowe naboje scalone przyjęty na użytek armii. Był używany przez polskich powstańców styczniowych, francuską marynarkę, kawalerię oraz wojska obu stron wojny secesyjnej.

## Bibliografia

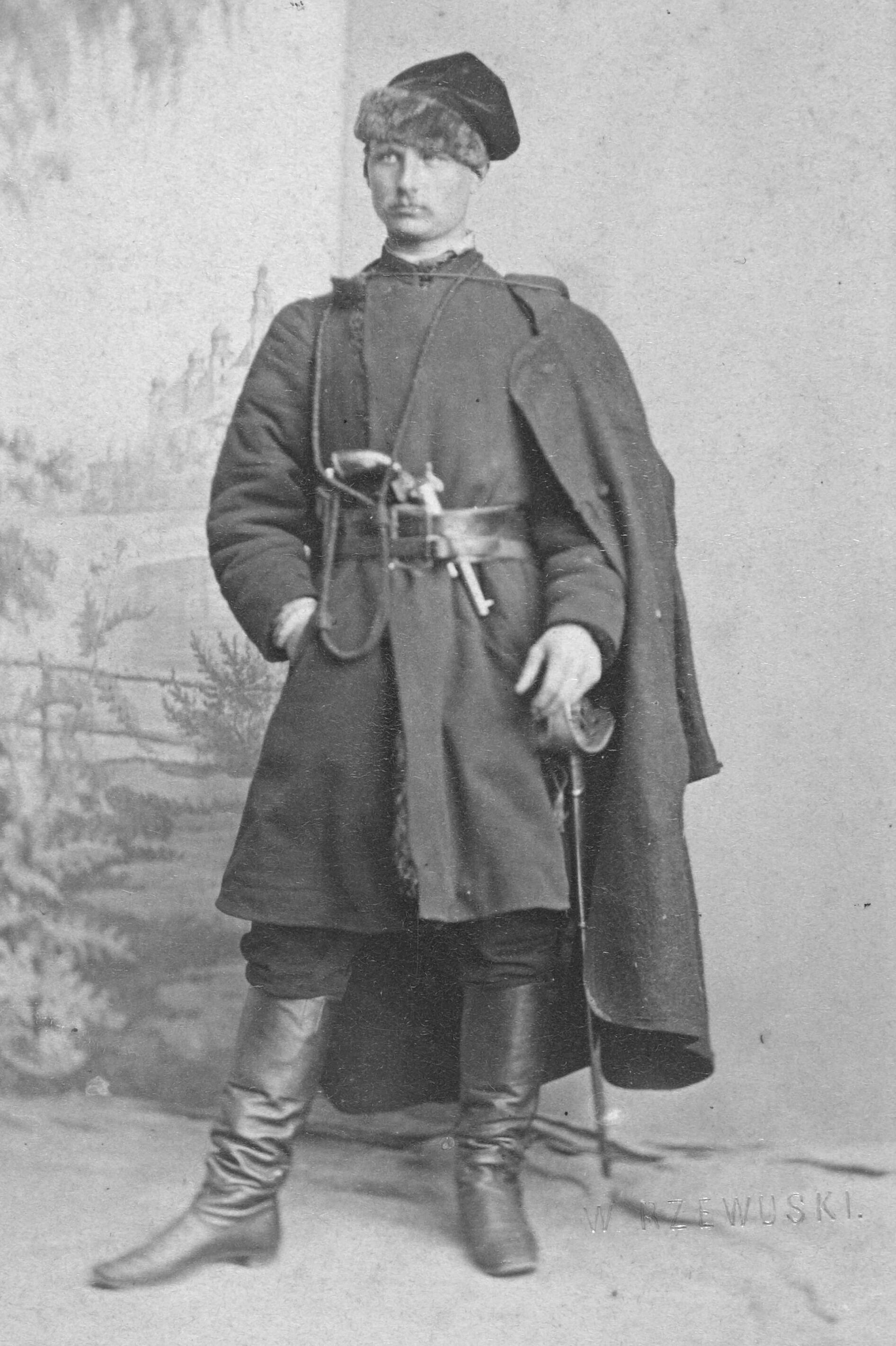
Powstaniec styczniowy z rewolwerem Lefaucheux
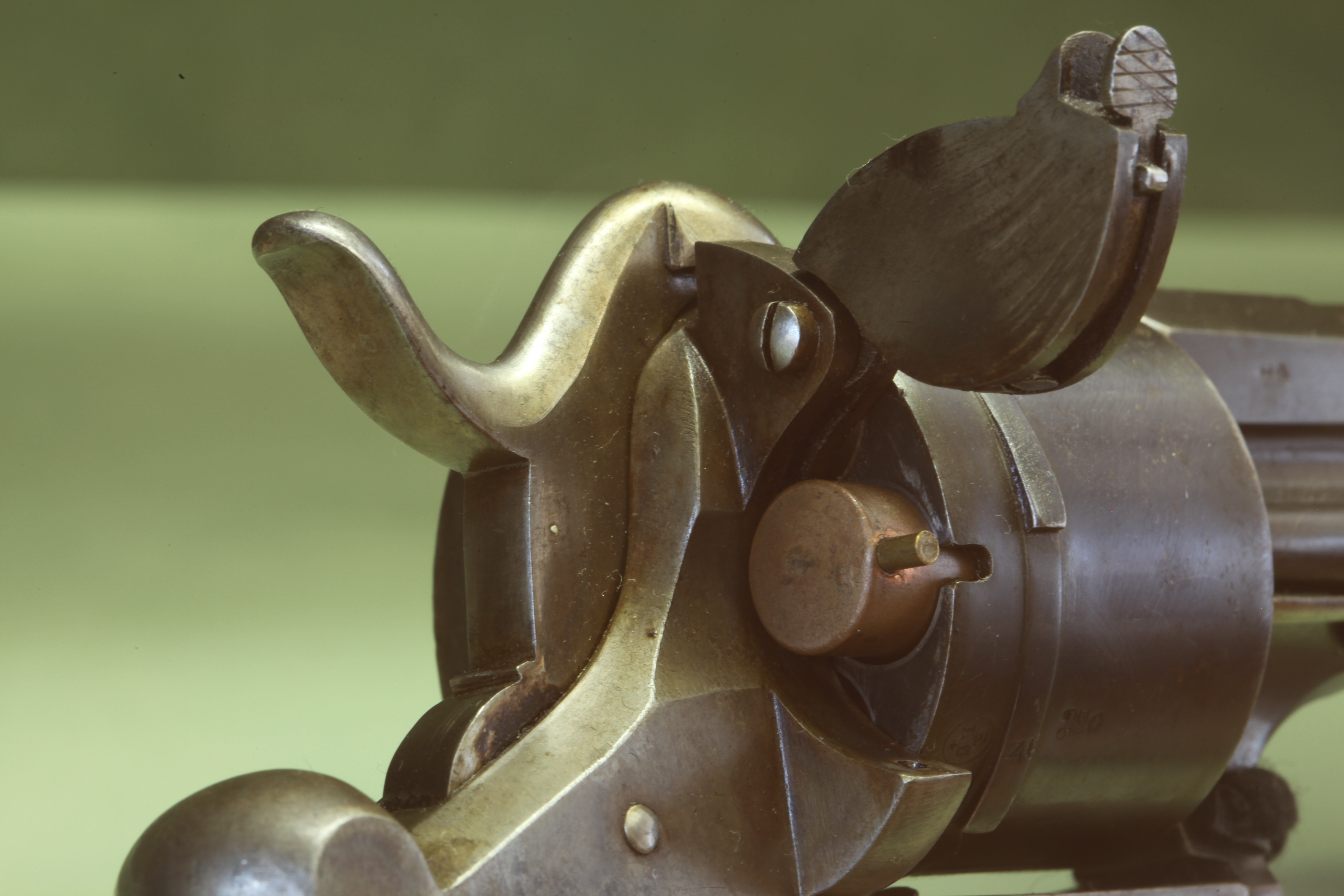
Bęben rewolweru Lefaucheux M1858
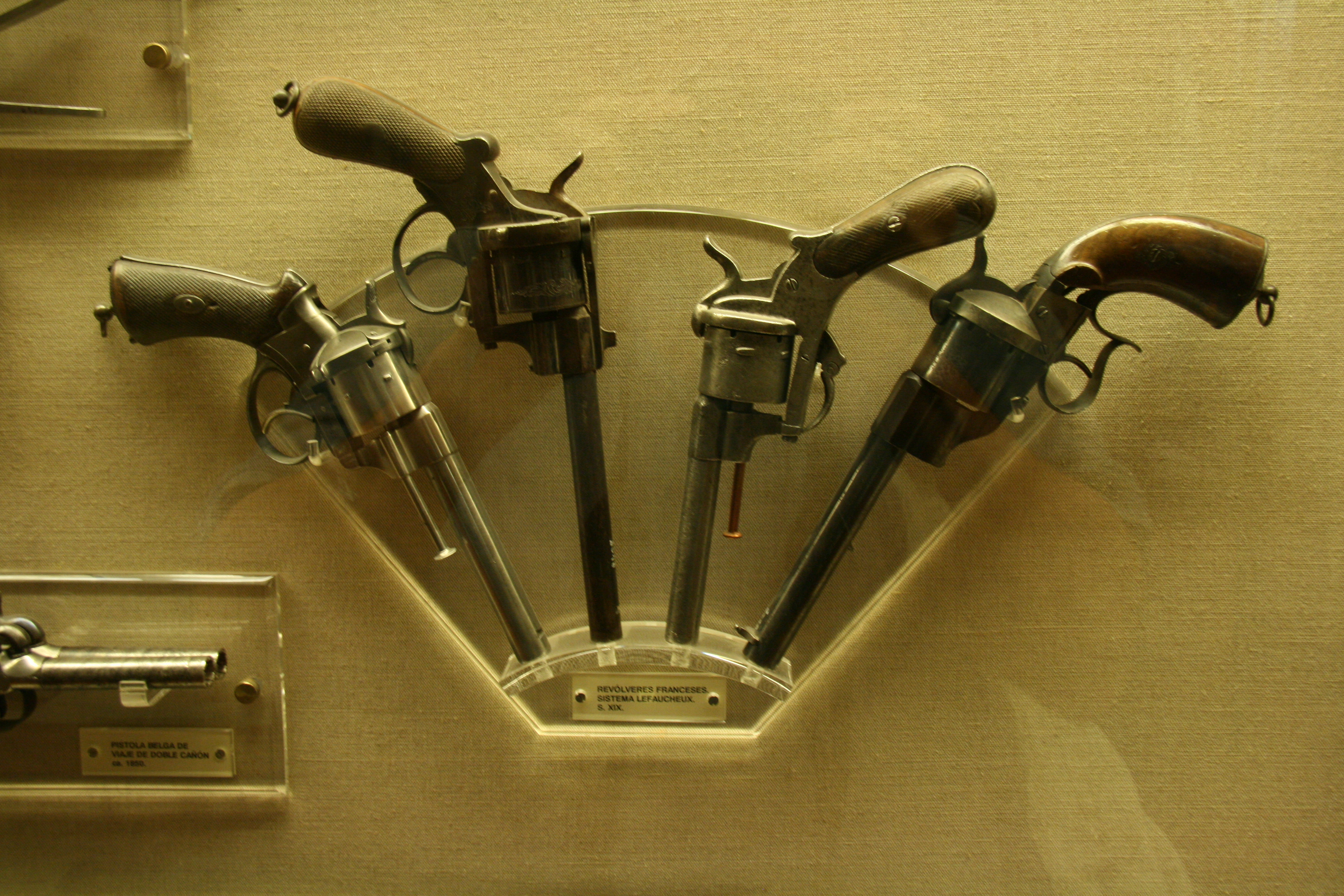
Różne wersje systemu Lefaucheux